# 電氣設備

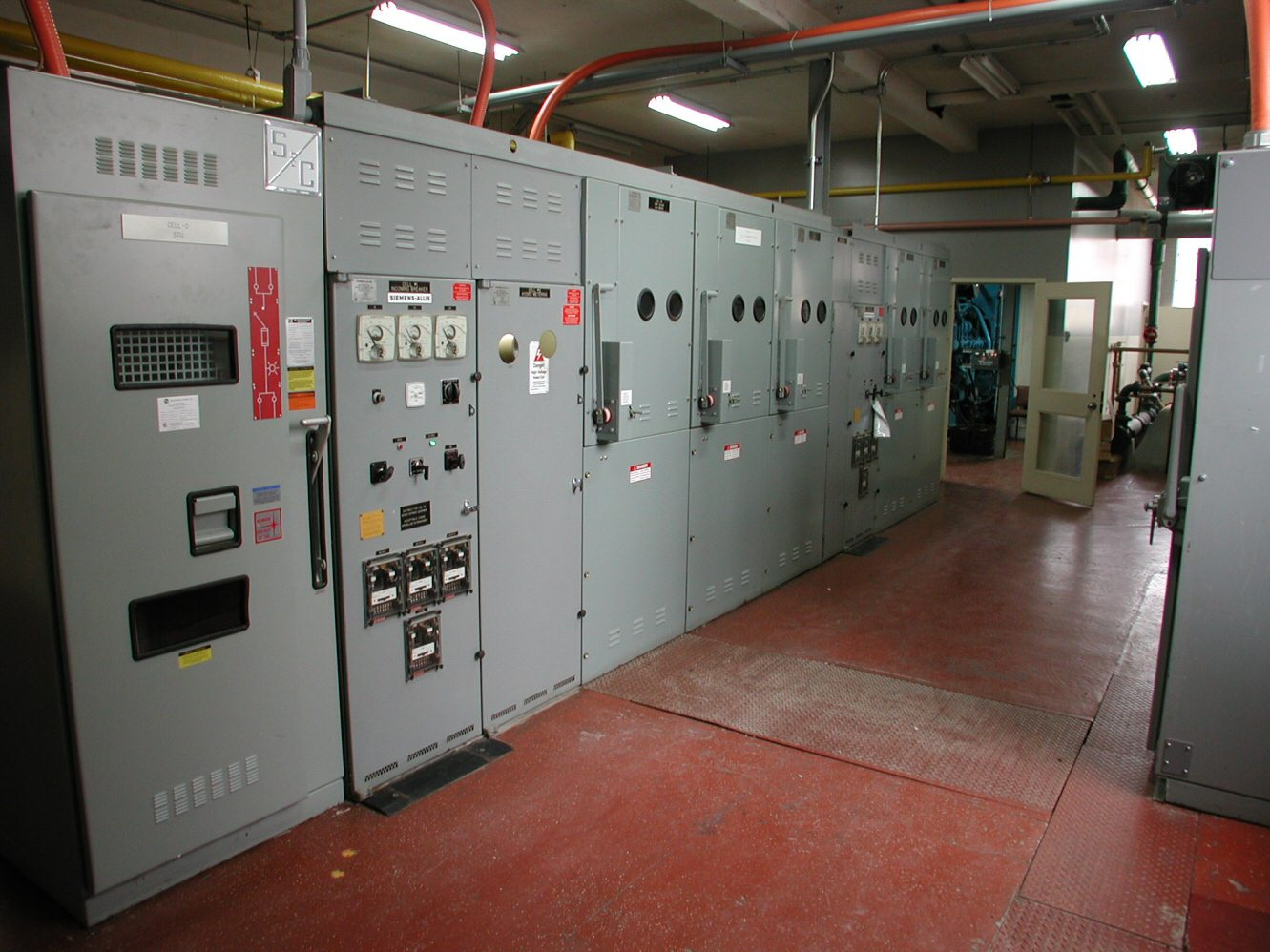
電氣設備

電氣設備是指核心部件要依靠电能（交流電或直流電）来驱动的装置。而傳統的机械装置依赖于不同的动力来源，如燃料或人力。电子设备是一种专门的电气设备，其中的电力主要用于数据处理而不是产生机械力。